# Indicoblemma monticola
Indicoblemma monticola là một loài nhện trong họ Tetrablemmidae.
Loài này thuộc chi Indicoblemma. Indicoblemma monticola được Lehtinen miêu tả năm 1981.